# KV5
L'anomenada KV5 és la tomba dels fills de Ramsès II. És una de les tombes de la famosa vall dels Reis, a la necròpoli de Tebes, excavada pel mateix Ramsès el Gran a l'antic Egipte. Es creu que aquesta és la tomba que s'esmenta al papir de Torí. Actualment la tomba es pot visitar.

## Història
Es creu que la tomba es va començar a construir durant la dinastia XVIII, però que possiblement va quedar abandonada. El faraó de la dinastia XIX, Ramsès II, la va fer ampliar per als seus fills i familiars. Va ser saquejada durant l'antic Egipte. Com que ocupa una de les zones més baixes de la vall, la tomba es va anar omplint de runa i pedres a causa de les inundacions (onze grans inundacions, com a mínim) i les petites allaus que hi ha de tant en tant. Va quedar colgada en quasi la seva totalitat i va restar així fins a l'arribada de Burton. Se sap que l'entrada era visible durant el segle xix. La tomba també va quedar força malmesa per activitats posteriors; del 1960 al 1990, els autocars dels turistes hi aparcaven a sobre i les vibracions resultants van causar importants danys estructurals a les zones de la tomba properes a la carretera, però també va sofrir alteracions importants a causa d'una claveguera foradada dels lavabos de la vall instal·lada molt a prop de l'entrada de la tomba.
La tomba es va obrir i tancar diverses vegades abans no la descobrís l'arqueòleg londinenc James Burton, que s'hi va interessar en veure el nom de Ramsès inscrit a l'entrada. En va excavar sis de les cambres subterrànies, però, en no trobar res d'interès, la va abandonar. Howard Carter també va tenir l'oportunitat d'excavar-la el 1902, quan treballava per a Theodore Davis, però al final només la va fer servir d'abocador. La localització de la tomba es va perdre fins al 1987, quan l'equip encarregat del Theban Mapping Project, també conegut amb les sigles TMP, la va desenterrar; les autoritats egípcies els havien demanat d'ampliar l'entrada a la vall dels Reis per facilitar l'accés als turistes. La tomba quedava amagada per les paradetes dels venedors de records locals.
L'equip del TMP sabia, pels escrits de Burton, que la tomba havia d'estar per allà i van voler trobar-la per protegir-la de la destrucció causada per les obres. Segons els seus propis articles, escrits i "informes dels progressos", del 1987 al 1994, l'equip de Kent Weeks i la seva dona, la desapareguda Susan Howe Weeks, no es van imaginar mai què hi havia sota tota aquella runa. Aquells anys van excavar i apuntalar les dues sales principals properes a l'entrada, unes grans sales plenes de columnes; van desenterrar diversos objectes i van netejar els frescos. Les inscripcions parlaven d'alguns dels fills de Ramsès el Gran; els egiptòlegs van deduir que es tractava d'un mausoleu familiar. A partir de l'any següent, el 1988, com que la tercera sala gran estava molt inestable, van decidir provar sort en una porta segellada que semblava una sortida de la sala, al fons. Van desmuntar una porta segellada que els barrava el pas i van trobar un passadís mig ensorrat que duia a una xarxa de corredors en forma de "T" i que conduïa a 67 cambres més petites, amb restes de pintures i relleus, a les quals ningú no havia accedit durant més de 3.000 anys.
Els anys següents, han continuat excavant i apuntalant els nous passadissos i cambres que han anat descobrint. També han desenterrat mòmies i diversos objectes de ceràmica; han trobat relleus i frescos i ho han anat catalogant tot i n'han restaurat una part. El 1990, també es van emprendre mesures de protecció de la tomba: es va construir un mur al voltant de l'entrada per evitar el perill de noves inundacions; es va traslladar l'aparcament dels autocars i es van desplaçar els venedors locals i es van millorar les condicions de l'equip de Weeks.

## Característiques principals

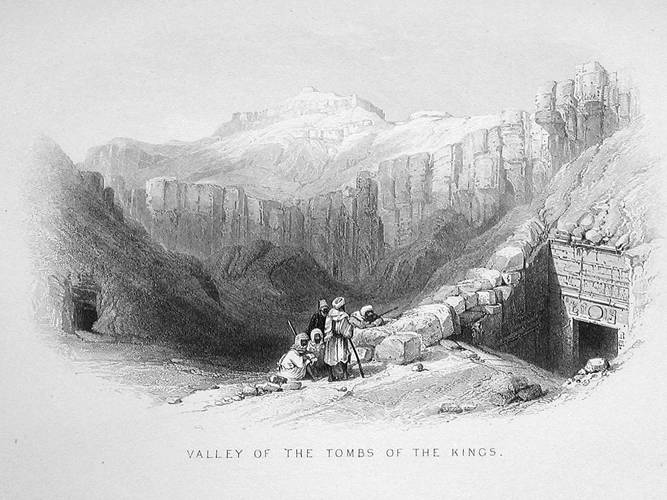
Antiga vall de les Tombes dels reis, a mitjan s. XIX. Dibuix de W. H. Bartlett

La KV5 és la tomba més gran que s'ha excavat mai a la vall. S'han obert ja més de 140 sales i corredors; la tomba encara no està del tot excavada i actualment es considera una de les tombes més grans de l'antic Egipte.
La forma de la tomba és atípica. La direcció de la tomba també ho és, comença en direcció est-oest i s'escampa cap al nord i cap al sud amb diverses sales i corredors, però després torna, en diferents nivells, seguint un eix oest-est i eixamplant-se també cap al nord i cap al sud. Recorda, a grans trets, una urbanització moderna que s'escampa en diferents nivells d'alçada i diverses fases per la muntanya, tot i que en aquest cas és subterrània.
El nombre de sales i corredors, així com el nombre d'ocupants que devia tenir quan es va tancar per darrera vegada durant la dinastia XIX, és enorme. És relativament habitual trobar més d'un enterrament en les tombes de la vall; sovint, s'aprofitaven o es "reciclaven" tombes d'èpoques anteriors, però mai tenien un nombre de cambres i de corredors tan gran. Una de les més grans és precisament la KV7, la del responsable de la KV5, Ramsès II. La tomba de Ramsès queda just enfront de la KV5 i té quasi 870 metres quadrats, mentre que la KV5 té més de 1.266 metres quadrats (cal recordar que encara no s'ha acabat d'excavar), dividits en sales molt més petites i molts més passadissos (la KV62, de Tutankamon, no arriba als 110 metres quadrats).
De moment, s'han trobat quatre sales especialment grans, la cambra 3 (244,16 m2), la cambra 4 (114,63 m2), la cambra 5 (101,85 m2) i la cambra 14 (71,75 m2), i sumen més de 530 metres quadrats només entre les quatre. Tota la tomba estava decorada amb relleus i pintures, amb diversos temes i imatges de déus, molts d'aquests rituals, pregàries i altres fragments del llibre dels morts; totes estan molt malmeses per les contínues inundacions, els problemes estructurals de l'obra, els petits sismes i, sobretot, pels efectes del turisme modern (l'aparcament dels autocars avui traslladat, els vàters, etc.).

## En la cultura popular
La tomba apareix com un nivell sencer del segon capítol ("La vall dels Reis") del quart joc de Tomb Raider, anomenat "The Last Revelation" (1999).